# دانيال إلسبيرغ
دانيال إلسبيرغ (بالإنجليزية: Daniel Ellsberg)‏ (و. 1931 – م) هو ناشط ومحلل عسكري وعالم اقتصاد وكاتب أمريكي ولد في شيكاغو. قام إلسبيرغ خلال فترة عمله موظفاً في مؤسسة راند بإحداث إثارة جدل سياسية في الولايات المتحدة بعد قيامه بتسريب أوراق البنتاغون لصحيفة النيويورك تايمز وغيرها من الصحف، وهي دراسة فائقة السرية أجرتها وزارة الدفاع الأمريكية حول عملية صناعة القرار من جانب الحكومة الأمريكية بما يخص حرب فيتنام.
أدين إلسبيرغ بموجب قانون التجسس لعام 1917 مع توجيه تهم السرقة والتآمر يوم 3 يناير عام 1973، وهو ما يحمل بمجموعه السجن لمدة 115 عاماً. ولكن أسقطت جميع التهم عنه يوم 11 مايو من نفس العام بسبب سوء التصرف الحكومي وعملية جمع الأدلة بصورة مخالفة للقانون والدفاع الذي قدمه ليونارد بودين وأستاذ القانون بجامعة هارفرد تشارلز نيسون والقاضي ويليام ماثيو بيرن الابن.
نال إلسبيرغ جائزة رايت ليفيلهوود عام 2006. واشتهر بصياغته لمفارقة إلسبيرغ وهي من الأمثلة الهامة في نظرية القرار، كما أبدى دعمه لموقع ويكيليكس وتشيلسي مانينغ وإدوارد سنودن.

## نشأته وحياته المهنية
وُلد إلسبيرغ في مدينة شيكاغو بولاية إلينوي، في 7 أبريل 1931، ابنًا لهاري وأديل (تشارسكي) إلسبيرغ. كان والداه من اليهود الأشكناز الذين اعتنقوا العلم المسيحي، وترعرع باعتباره عالمًا مسيحيًا. نشأ وترعرع في ديترويت والتحق بمدرسة كرانبروك في بلومفيلد هيلز القريبة. أرادت والدته أن يكون عازف بيانو للحفلات الموسيقية، لكنه توقف عن العزف في يوليو 1946، بعد مقتل والدته وأخته عندما كان والده نائمًا أثناء انعطاف سيارة العائلة واصطدامها بحائط.
التحق إلسبيرغ بكلية هارفارد بمنحة دراسية، وتخرج بمرتبة الشرف ببكالوريوس آداب في الاقتصاد في عام 1952. درس في جامعة كامبريدج لمدة عام في مؤسسة ووردرو ويلسون الوطنية للمنح الدراسية، ثم عاد إلى جامعة هارفارد للدراسات العليا. في عام 1954، جُنّد في قوات مشاة بحرية الولايات المتحدة وحصل على عمولة. شغل منصب قائد فصيلة وقائد مجموعة في الفرقة البحرية الثانية، وسُرّح في عام 1957 برتبة ملازم أول. عاد إلسبيرغ إلى جامعة هارفارد بصفته زميل مبتدئ في مجتمع الزملاء لمدة عامين.

## مؤسسة راند والدكتوراه
بدأ إلسبيرغ العمل كمحلل استراتيجي في مؤسسة راند لصيف عام 1958 ثم بشكلٍ دائم في عام 1959. ركز على الاستراتيجية النووية وعلى قيادة الأسلحة النووية والسيطرة عليها.
أكمل إلسبيرغ درجة الدكتوراه في الاقتصاد من جامعة هارفارد في عام 1962. استندت أطروحته حول نظرية القرار إلى مجموعة من تجارب التفكير التي أظهرت أن القرارات في ظل ظروف الارتياب أو الالتباس قد لا تتوافق عمومًا مع الاحتمالات الذاتية المحددة جيدًا. يُعرف هذا الآن باسم مفارقة إلسبيرغ، والذي شكل أساسًا للأدب الكبير الذي تطور منذ الثمانينيات، بما في ذلك المناهج مثل نظرية شوكيه للمنفعة المتوقعة ونظرية قرار الفجوة المعلوماتية.
عمل إلسبيرغ في البنتاغون منذ أغسطس 1964 برئاسة وزير الدفاع روبرت ماكنامارا بصفته مساعدًا خاصًا لمعاون وزير الدفاع لشؤون الأمن الدولي جون ماكنوتون. [في هذه المرحلة من تصعيد ليندون جونسون إلى حرب فيتنام، اكتشف إلسبيرغ لاحقًا الأكاذيب والتستر اللاحق لـ«انعدام الهجمات» على سفينتنا الأمريكية، مادوكس، في خليج تونكين («من قبل فيتنام الشمالية»)، التي أدت إلى غاراتنا التي لا مبرر لها على شمال فيتنام في 2 و 4 أغسطس 1964، بأوامر من الرئيس ليندون جونسون. جاء هذا الهجوم غير المبرر على فيتنام الشمالية مباشرةً في أعقاب بيان حملة السناتور باري غولد ووتر، حيث صرح أساسًا أن جونسون كان راغبًا في الشيوعية، «بغض النظر عن مكانه!» كانت حيلة ليندون جونسون السياسية ستجلب الجيش الصيني مباشرةً إلى هذه الحرب].
ذهب إلى فيتنام الجنوبية لمدة عامين، حيث عمل مع الجنرال إدوارد لانسديل بصفته عضوًا في وزارة الخارجية.
خلال عودته من جنوب فيتنام، استأنف إلسبرغ العمل في راند. في عام 1967، ساهم في دراسة سرية للغاية للوثائق السرية حول إدارة حرب فيتنام والتي كُلفت من قبل وزير الدفاع ماكنامارا. أصبحت هذه الوثائق، التي وُضعت في عام 1968، معروفة فيما بعد باسم أوراق البنتاغون.

من خلال دراسة هذه المجموعة من سجلات الحكومة الأمريكية، توصّل إلسبيرغ إلى فهم حرب فيتنام التي:
لم تكن الحرب الأهليّة بعد عام 1955 أو 1960 أكثر ما كانت عليه أثناء المحاولة الفرنسيّة التي تدعمها الولايات المتحدة لإعادة الاستعمار. فالحرب التي كان فيها أحد الطرفين مجهزًا ومؤمنًا بالكامل من قِبل قوة أجنبية ــوالتي أملت طبيعة النظام المحلي لمصلحته الخاصةــ لم تكن حربًا أهليةً. أظهر ببساطة القول أننا «تدخلنا» في ما يُدعى «الحرب الأهلية حقًا»، كما يفعل معظم الكتاب الأكاديميون الأمريكيون وحتى النقاد الليبراليون للحرب حتى يومنا هذا، حقيقة أكثر إيلامًا، وكانت خرافة بقدر ما كانت المسؤول السابق عن «العدوان من الشمال». كانت طبقًا لميثاق الأمم المتحدة، ولمُثُلنا العليا المُعلنة، حرب عدوان أجنبي، وعدوان أميركي.

## آرائه ونشاطه
استمر إلسبيرغ في نشاطه السياسي منذ نهاية حرب فيتنام، حيث أعطى محاضرات وتحدث حول الكثير من القضايا. قال إلسبيرغ حول عمله في الحكومة الأمريكية ما يلي:
«يكذب الرئيس يومياً على عامة الشعب من خلال مسؤولينه والمتحدثين باسمه. إن كنت لا تستطيع تحمل فكرة أن الرئيس يكذب على عامة الشعب لمختلف الأسباب فإنك لما استطعت البقاء في الحكومة ضمن هذا المستوى أو جُعِلت على دراية بالأمر... الحقيقة أنه قلما يقول الرؤساء الحقيقة بأكملها أساساً، وأبداً لا يقولون حقيقة ما يتوقعونه بالكامل وما الذي يقومون به وماذا يعتقدون ولماذا يقومون بالأمر وحقيقةً فإنهم قلما يمتنعون عن الكذب حول هذه المسائل.»

### نشاطه ضد حرب العراق
حذر إلسبيرغ قبل الغزو الأمريكي للعراق عام 2003 من وقوع سيناريو يشابه حادث خليج تونكين واستخدامه كمبرر للدخول في حرب ودعى «دخلاء» الحكومة لإشهار ما لديهم من معلومات تعاكس إدعاءات إدارة جورج دبليو بوش وأثنى على سكوت ريتر بخصوص هذا الأمر. كما دعم جهود المترجِمة العاملة في مكاتب الاتصالات الحكومية كاثرين غان لتسريبها المعلومات ودعى الآخرين لتسريب أي أوراق ووثائق تُظهر أكاذيب الحكومة حول غزو العراق. وقد شهد إلسبيرغ في جلسة استماع بولاية أوكلاهوما عام 2004. واعتقل في نوفمبر عام 2005 بسبب مخالفته لقانون خاص بمقاطعة خلال تظاهره ضد ممارسات جورج دبليو بوش في حرب العراق.

## وفاته
توفي دانيال إلسبيرغ في 16 يونيو 2023 عن عمر ناهز الثانية والتسعين.

## وصلات خارجية
- الموقع الرسمي
- دانيال إلسبيرغ على موقع IMDb (الإنجليزية)
- دانيال إلسبيرغ على موقع الموسوعة البريطانية (الإنجليزية)
- دانيال إلسبيرغ على موقع مونزينجر (الألمانية)
- دانيال إلسبيرغ على موقع إن إن دي بي (الإنجليزية)
- دانيال إلسبيرغ على موقع ديسكوغز (الإنجليزية)
- دانيال إلسبيرغ على موقع قاعدة بيانات الفيلم (الإنجليزية)
- دانيال إلسبيرغ على موقع كينوبويسك (الروسية)